# Dactylopsila palpator
Dactylopsila palpator е вид бозайник от семейство Торбести летящи катерици (Petauridae).

## Разпространение
Видът е разпространен в Западна Папуа, Индонезия и Папуа Нова Гвинея.